# موکاروو
موکاروو (به چکی: Mukařov) یک منطقهٔ مسکونی در جمهوری چک است که در ناحیه ملادا بولسلاو واقع شده‌است.